# Ideal Scene
| Оценки критиков | Оценки критиков |
| Источник        | Оценка          |
| --------------- | --------------- |
| Allmusic        | [ 1 ]           |

Ideal Scene — альбом американского саксофониста Ли Кониц и его квартета, записанный в 1986 году и изданный на итальянском лейбле Soul Note label.

## Описание
Критик сайта Allmusic Скотт Яноу оценил альбом в 4 звезды, отметив: «Утончённая, но при этом свингующая музыка гармонически продвинута и полна неожиданными оборотами; здесь нет предсказуемого бибопа. Более, чем большинство из его джазового поколения, Ли Кониц продолжал удерживать свою музыку и импровизационный стиль свежими и полными энтузиазма, сохраняя при этом свою музыкальную индивидуальность на протяжении лет».

## Список композиций
1. «Chick Came Around» (Ли Кониц) — 6:13
2. «Tidal Breeze» (Harold Danko) — 7:50
3. «Silly Samba» (Harold Danko) — 6:30
4. «Ezz-Thetic» (George Russell) — 4:35
5. «If You Could See Me Now» (Tadd Dameron) — 7:30
6. «Stare-Case» (Harold Danko) — 3:06
7. «Stella by Starlight» (Ned Washington, Victor Young) — 9:24

- - Записано 22-го и 23 июля 1986 г.; смикшировано 28 июля 1986 г. в Barigozzi Studio, Милан.

## Участники записи
- Ли Кониц — альт саксофон
- Хэрольд Данко — пианино
- Руфус Рид — контрабас
- Эл Хэрвуд — барабаны